# セミノール郡 (フロリダ州)
セミノール郡（英: Seminole County、[ˈsɛmɪnoʊl], SEM-i-nohl）は、アメリカ合衆国フロリダ州のフロリダ半島中央部に位置する郡である。人口は47万0856人（2020年）。郡庁所在地はサンフォードであり、同郡で人口最大の都市である。
南のオレンジ郡と北のボルーシャ郡に挟まれ、オーランド大都市圏に属している。

## 歴史
1821年7月21日、フロリダ州には西のエスカンビア郡と東のセントジョンズ郡の2つの郡があった。1824年、セントジョンズ郡の南部がモスキート郡とされ、郡庁所在地はエンタープライズに置かれた。その郡名がフロリダ州昇格の1845年にオレンジ郡と改名され、そこから70年間で幾つかの郡が創設された。セミノール郡はそうした郡の最後の1つである。
セミノール郡は1913年4月25日にフロリダ州議会によってオレンジ郡北部から分離して設立された。郡名は昔からこの地域に住んでいたセミノール族インディアンから採られた。「セミノール」という名前はスペイン語で「野生の」あるいは「逃亡者」を意味する「シマロン」（cimarron）から派生したとされている。

## 地理
アメリカ合衆国国勢調査局に拠れば、郡域全面積は344.87平方マイル (893.2 km2)であり、このうち陸地308.20平方マイル (798.2 km2)、水域は36.67平方マイル (95.0 km2)で水域率は10.63%である。
セミノール郡はオレンジ郡とボルシア郡に挟まれているので、州内でも最大級に成長速度の高い郡となっている。オーランド大都市圏にはセミノール、オセオラ郡各郡と、周辺のレイク郡、オレンジ郡も含まれ、さらにボルシア郡やブレバード郡と合わせて、経済成長や住宅開発にとって好適で進歩的かつ多様な環境を生み出している。

### 隣接する郡
- ボルーシャ郡 - 北、東
- ブレバード郡 - 南東
- オレンジ郡 - 西、南
- レイク郡 - 西

## 人口動態
以下は2000年国勢調査による人口統計データである。
| 基礎データ - 人口: 365,196人 - 世帯数: 139,572 世帯 - 家族数: 97,281 家族 - 人口密度: 458人/km2（1,185人/mi2） - 住居数: 147,079軒 - 住居密度: 184軒/km2（477軒/mi2） 人種別人口構成 - 白人: 82.4% - アフリカン・アメリカン: 9.5% - ネイティブ・アメリカン: 0.3% - アジア人: 2.5% - 太平洋諸島系: 0.1%未満 - その他の人種: 3.1% - 混血: 2.2% - ヒスパニック・ラテン系: 11.2% 年齢別人口構成 - 18歳未満: 25.4% - 18-24歳: 8.4% - 25-44歳: 32.0% - 45-64歳: 23.6% - 65歳以上: 10.6% - 年齢の中央値: 36歳 - 性比（女性100人あたり男性の人口） - 総人口: 95.9 - 18歳以上: 92.9 | 世帯と家族（対世帯数） - 18歳未満の子供がいる: 33.9% - 結婚・同居している夫婦: 54.3% - 未婚・離婚・死別女性が世帯主: 11.5% - 非家族世帯: 30.3% - 単身世帯: 22.9% - 65歳以上の老人1人暮らし: 6.6% - 平均構成人数 - 世帯: 2.59人 - 家族: 3.07人 収入と家計 - 収入の中央値 - 世帯: 49,326米ドル - 家族: 56,895米ドル - 性別 - 男性: 40,001米ドル - 女性: 28,217米ドル - 人口1人あたり収入: 24,591米ドル - 貧困線以下 - 対人口: 7.4% - 対家族数: 5.1% - 18歳未満: 8.6% - 65歳以上: 6.6% - 失業率: 9.2%（2009年9月） |

## 宗教
2000年時点で、信仰する宗教に関する調査結果は次のようだった。
- 回答無し - 230,901
- カトリック - 60,191
- 福音主義プロテスタント - 48,430
- メインライン・プロテスタント - 19,713
- その他 - 5,487
- 正教 - 474

## 郡政府
セミノール郡は、1989年に採択され、1994年11月に修正された郡憲章の下に運営されている。政策立案と立法の権限は5人の委員で構成される文政委員会に委ねられている。委員は郡内5つの選挙区からそれぞれ1人が党派選挙で選出され、任期は4年間である。委員会は郡予算を決め、資産税やその他の料金を課し、郡マネジャーと郡検察官を雇用する。憲法で決められた郡役人は他に5人おり、党派選挙で選出され、任期は4年間である。

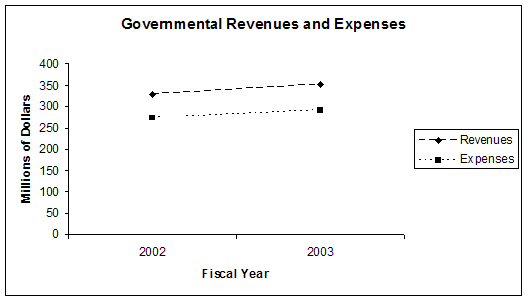
Seminole County has adopted GASB 34 in 2002, so revenues and expenses in total only available from that time.

その5人とは裁判所事務官、保安官、税徴収官、資産評価官、教育監督官であり、それぞれ会計記録と予算を維持している。郡政委員会は郡役人の運営予算の一部、ある場合には全部を手当てすることになる。
郡は、インフラの建設と維持、公衆安全、レクリエーション、健康管理、物理的および経済的環境の開発と保護を行う。
その他に高規格道路公社、港湾公社、フレッド・R・ウィルソン記念図書館、US17-92コミュニティ再開発機関など郡が管理し、独自の委員会組織を有す機関がある。

## 経済
アメリカ自動車協会とルス・ホスピタビリティ・グループが郡内未編入領域のヒースローに本部を置いている。

### 一人当たり収入と失業率

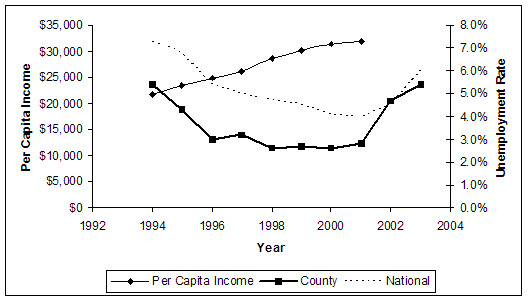
2001年の一人当たり収入: $31,897
2003年の失業率: 5.4%（全国平均は6.0%）

## 都市と町

### 市
- サンフォード - 郡庁所在地
- アルタモンテスプリングス
- オビエド
- ウィンタースプリングス
- カッセルベリー
- レイクメアリー
- ロングウッド

### CDP
- フォレストシティ、一部がアルタモンテスプリングス市内
- ヒースロー、一部がレイクメアリー市内
- タスカウィラ、一部がウィンタースプリングス市内

### 未編入の町

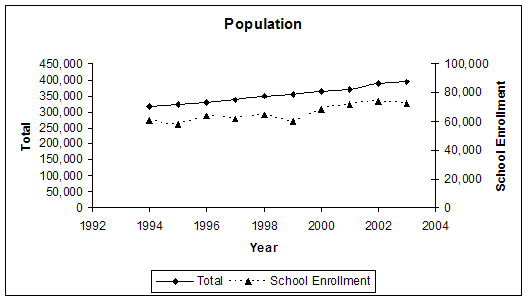
2003年の人口:394,878人
2003年の児童生徒数:72,630人

- シュールータ
- ファーンパーク
- ジェニーバ
- インディアンマウンドビレッジ
- レイクモンロー
- ミッドウェイ
- サンランドスプリングス
- ウィキワスプリングス
- ウィンターパークの未編入領域[8]

## 教育
セミノール郡の公共教育はセミノール郡教育学区が管轄している。教育省に拠れば、2003年の就学児童生徒数は72,630人だった。2006年時点でセミノール郡教育学区は国内第52位の大きさだった。